# Pedro Elias
Pedro Elias (Antwerpen, 13 november 1974) is een Belgisch televisiepresentator, redacteur en schrijver.
Pedro Elias is van Spaans-Catalaanse afkomst. Jarenlang werkte hij als redacteur achter de schermen mee aan televisieprogramma's als De Slimste Mens ter Wereld en Scheire en de schepping. Op het scherm werd hij bekend aan de zijde van Sofie Lemaire in Bloot en Speren (2014-2015) en van Philippe Geubels en Sarah Vandeursen in Geubels en de Idioten (2015). De opvolger van dat laatste programma, kortweg De Idioten genoemd, presenteerde hij in 2016 samen met Vandeursen. In 2014 nam hij als kandidaat deel aan De Slimste Mens ter Wereld en hield het drie afleveringen vol. In 2020 nam hij opnieuw deel aan deze quiz, maar viel af na één aflevering. Hij is van 2015 tot 2018 jurylid in De Slimste Mens ter Wereld. In 2022 zat hij zeven keer in de jury van De Allerslimste Mens ter Wereld.
Daarnaast maakte Elias cartoons samen met Kamagurka en publiceerde hij in 2014 de novelle Van den hond.
Sinds 2017 presenteert hij op play4 Control Pedro. In het voorjaar van 2020 was hij samen met Wesley Sonck te zien als presentator van De Container Cup. Later dat jaar presenteerde hij het programma Opvoeden doe je zo.  
In 2022 maakte hij de podcast Topdokters: Patiënt Pedro. 
In 2022 was hij te gast in tv-programma Het Huis. Voor het programma Patiënt Pedro wordt hij gevolgd tijdens therapie voor zijn angsten, vanaf december 2022 uitgezonden op Play4.  Elias presenteert dat jaar op diezelfde zender de eindejaarsquiz Voordat de bom valt.  In 2024 nam hij deel aan Kamp Jeroom samen met Otto-Jan Ham. 